# Campo de concentración de Los Almendros

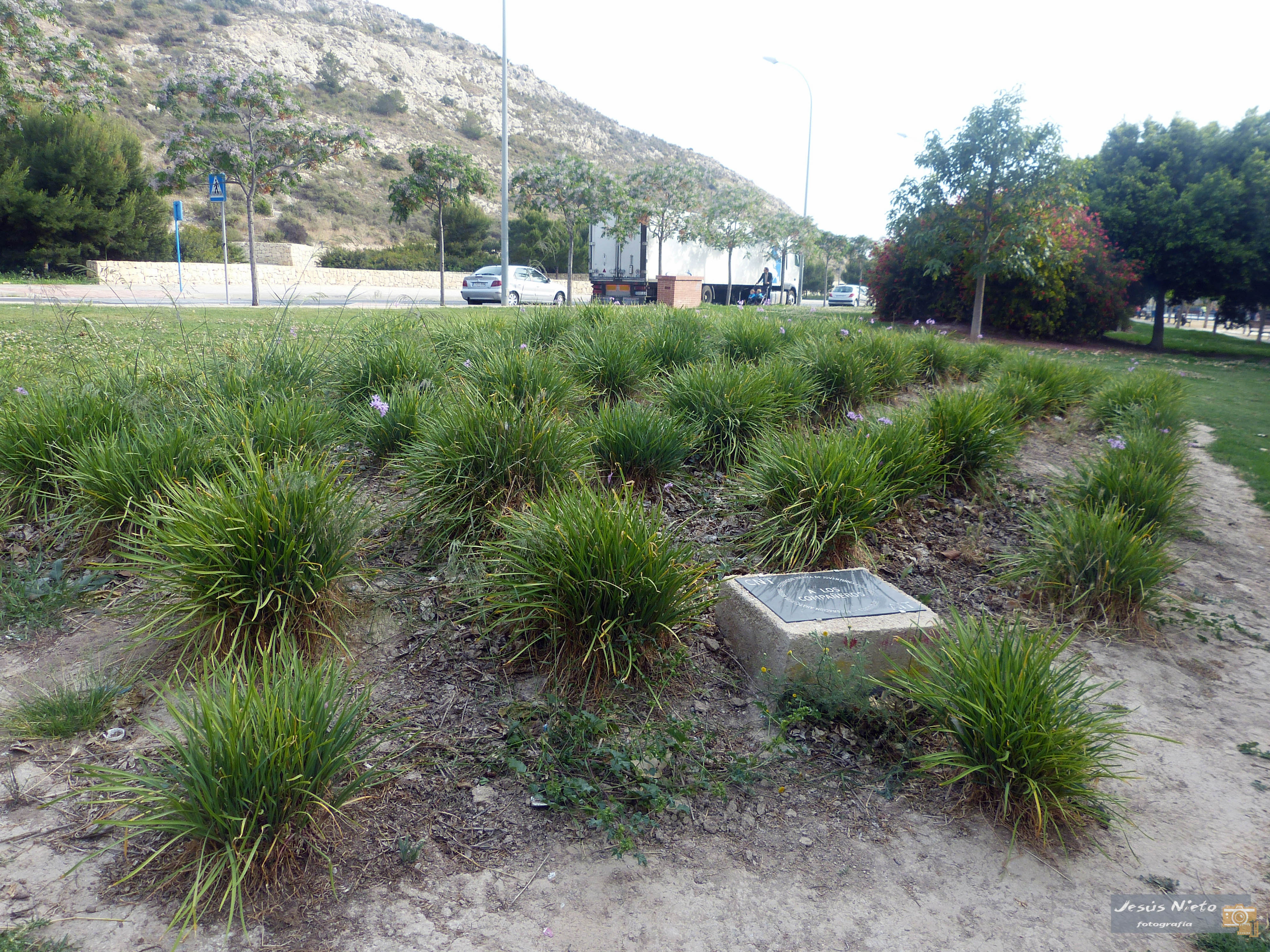
Campo de concentración de Los Almendros.

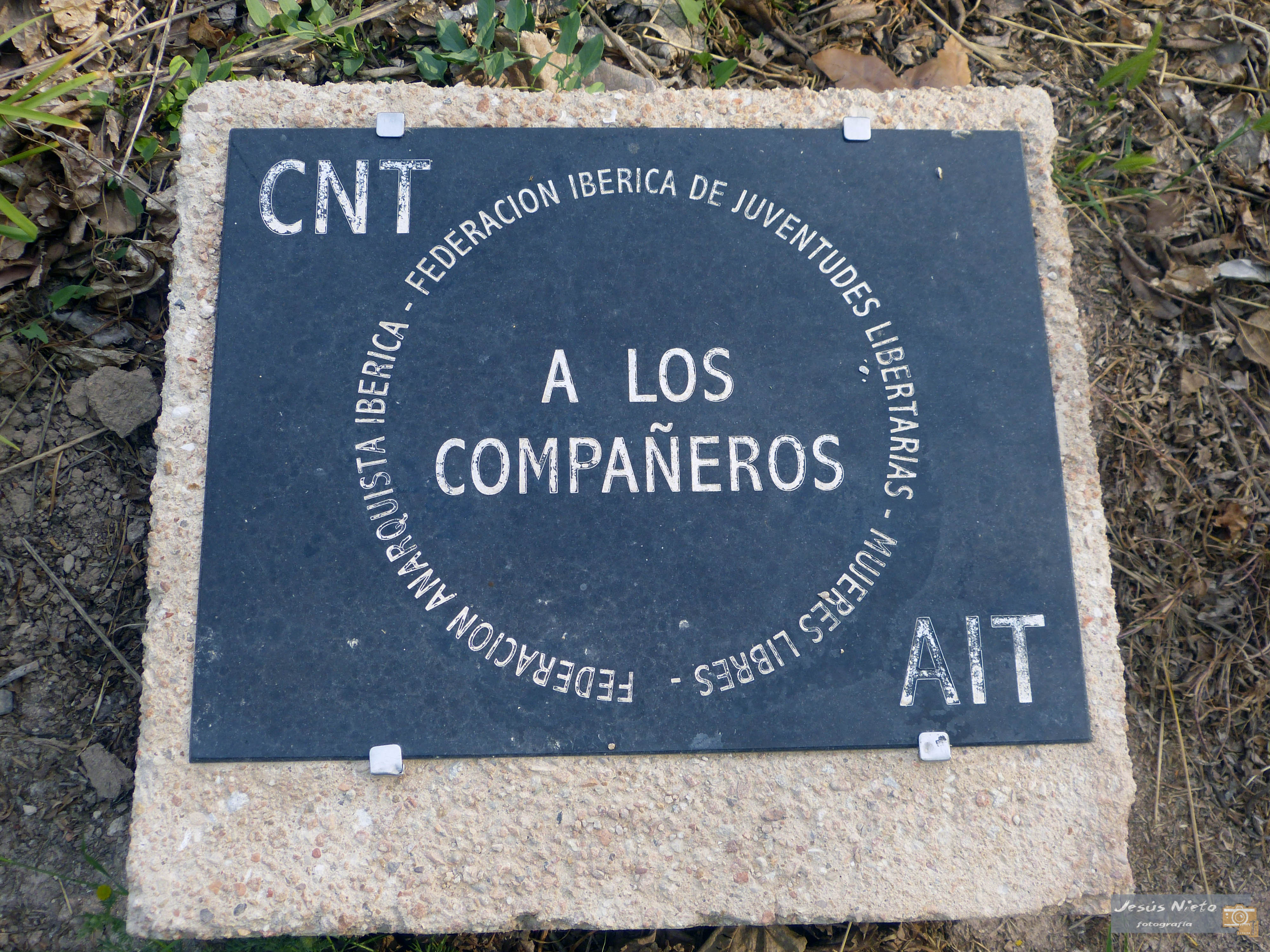
Placa en recuerdo de las víctimas.

El Campo de concentración de Los Almendros (también conocido como Campo de detención de Los Almendros o simplemente Campo de Los Almendros), fue un campo de concentración para militares y civiles al finalizar la guerra civil española creado por el bando sublevado dos días antes (30 de marzo de 1939) del último parte de la guerra. Se encontraba en el término municipal de Alicante, España, a unos tres kilómetros del casco urbano, en la zona conocida como La Goteta, camino de Vistahermosa, en un lateral de la carretera de Valencia (hoy avenida de Denia).

## Historia
El campo medía, aproximadamente, 200 metros de largo por 80 metros de ancho y fue preparado por militares italianos de la división Littorio con alambre de espino alrededor para retener a militares republicanos, la mayoría de ellos refugiados en el puerto de Alicante, último reducto de las tropas leales a la Segunda República. Fue desmantelado definitivamente pocos días después, el 6 de abril, dado que tenía un carácter provisional. No obstante, la mayoría de los internados habían salido del campo el 4 de abril. La denominación de los almendros la dieron los detenidos en el mismo al caracterizarse por ser un campo de labranza con un nutrido cultivo de almendros.
El número de personas que pasaron por el campo oscila entre 18 000 y 30 000, siendo entre 18 500 y 19 000 la cifra más barajada por los historiadores. El ejército franquista fijó la cifra de militares llevados al campo en 6800. El campo no contaba con servicio alguno, salvo una pequeña fuente agrícola que ya se encontraba con anterioridad en el mismo. El grueso de los internados en el campo fueron militares republicanos que se habían refugiado en el puerto de Alicante con la esperanza de marchar al exilio en alguno de los barcos que días antes se habían anunciado. Sin embargo, el bloqueo marítimo impidió la llegada de buque alguno, salvo el carguero británico Stanbrook que pudo acoger a un total de 3028 hombres, mujeres y niños, y marchó a Orán. En cambio, entraron en el puerto los buques de guerra de los sublevados Canarias y Vulcano, con soldados del Cuerpo del Ejército de Galicia.
Además, el campo también acogió a un buen número de soldados que combatieron a los italianos cerca de la actual explanada de Alicante hasta que no tuvieron más remedio que rendirse el 31 de marzo, así como a civiles que fueron siendo detenidos en Alicante y las ciudades de la provincia durante el final de la contienda y los primeros días tras el fin de la guerra.
El día 31 de marzo comenzó la llegada de presos, estableciéndose la custodia del campo a los militares italianos apoyados por algunos soldados de origen marroquí. Los presos llegaban al campo andando desde los distintos puntos de detención y antes de entrar al mismo eran desposeídos de todas sus pertenencias excepto la ropa que llevaran puesta y no se les entregaba nada. Antes de llegar, algunas columnas de republicanos presos fueron ametrallados desde las laderas del castillo de Santa Bárbara, causando el pánico y muriendo muchos de ellos entre la multitud. El 1 de abril, día del fin de la guerra, llegaron al campo la mayoría de los detenidos. Algunos miembros de las tropas italianas, al ver la escasez de agua y la absoluta falta de alimentos (no se entregaría ninguno durante la semana que estuvo abierto), hicieron llegar raciones alimenticias propias a algunos detenidos a través de las alambradas. No obstante, las cantidades fueron ínfimas para los miles de internados. Los almendros rápidamente fueron despojados de los pocos frutos que quedaban del año anterior y, después, de las hojas y brotes tiernos que ya tenían, sirviendo como alimento a los detenidos y quedando, en poco tiempo, los árboles desnudos. En el campo se registraron varios suicidios con algún arma que los detenidos habían conseguido introducir. También fueron abatidos varios presos al tratar de fugarse. Durante todas las noches hubo sacas de presos a cargo de elementos falangistas. El número de fallecidos en el campo en los pocos días que estuvo operativo no está determinado con precisión, y las cifras oscilan entre 600 la más baja y 2000 la más alta. Las condiciones eran tan duras que los propios mandos de la división Littorio y de algunas fuerzas del bando sublevado hicieron llegar a los cuarteles generales el 3 de abril la terrible situación que se vivía en el mismo.
Los internados que sobrevivieron fueron trasladados en su mayoría al campo de concentración de Albatera y otros a la plaza de toros de Alicante, al castillo de Santa Bárbara, el Reformatorio de Adultos y a la Cárcel Provincial, que se convirtieron en centros de detención más permanentes.
Max Aub en su novela Campo de los Almendros, que escribió según le pudo contar como testimonio un amigo suyo e historiador que estuvo internado allí, Manuel Tuñón de Lara, lo describió así:

Este es el lugar de la tragedia: frente al mar, bajo el cielo, en la tierra. Este es el puerto de Alicante, el 30 de marzo de 1939. Las tragedias siempre suceden en un lugar determinado, en una fecha precisa, a una hora que no admite retraso.

## Memoria histórica

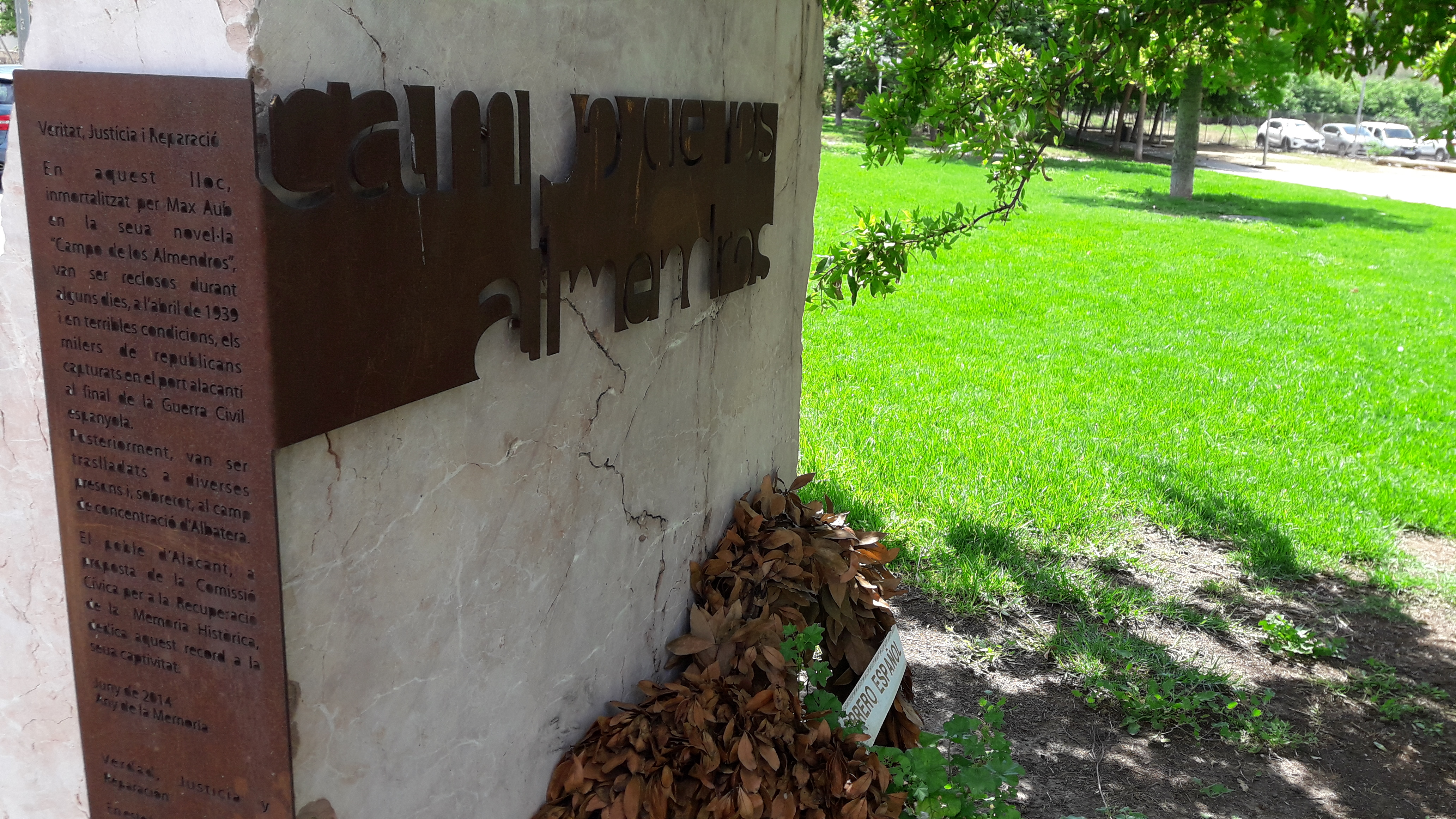
Monumento inaugurado en 2014 por el Ayuntamiento de la ciudad, en recuerdo de las víctimas del campo de concentración.

El 11 de junio de 2012 el Ayuntamiento de Alicante inauguró el parque que desde ese día lleva el nombre de "Campo de los Almendros", petición que fue presentada por la Asociación Cultural Alicante Vivo en 2010. El 25 de octubre de 2014 se inauguró el monumento conmemorativo.